# Fishia evelina
Fishia evelina är en fjärilsart som beskrevs av French 1888. Fishia evelina ingår i släktet Fishia och familjen nattflyn. Inga underarter finns listade i Catalogue of Life.